# Marit Bjørgenová
Marit Bjørgenová (* 21. března 1980 Trondheim) je bývalá norská běžkyně na lyžích. V dubnu 2018 oznámila ukončení aktivní sportovní kariéry.

## Sportovní kariéra
Prvním jejím velkým úspěchem byl zisk stříbrné medaile na Zimních olympijských hrách v Salt Lake City ve štafetě na 4×5 km. Bjørgenová zprvu vynikala ve sprintech, svědčí o tom sedm jejích vítězství ve sprintu, které ji vyneslo v sezóně 2003/2004 druhé místo ve Světovém poháru. V této sezóně spočítaly noviny Adresseavisen, že si Marit vydělala lyžováním 800 000 norských korun a včetně sponzorských peněz a školného téměř 1 500 000 norských korun. V následující sezóně 2004/2005 Marit Bjørgenová ve Světovém poháru zvítězila a získala pět medailí na Mistrovství světa v Oberstdorfu v Německu – tři zlaté medaile (běh na 30 km, team sprint, 4×5 km štafeta), jednu stříbrnou (7,5+7,5 km stíhací závod) a jednu bronzovou v běhu na 10 km. Na ZOH 2006 v Turíně však získala pouze stříbrnou medaili v závodě na 10 km klasicky a v ostatních závodech vyhořela, v cíli štafety zkolabovala, stěžovala si na bolest žaludku, bronchitidu i velký tlak. Na MS 2007 v Sapporu získala dvě bronzové medaile ve štafetě a ve sprintu dvojic.
V sezónách 2007/08 a 2008/09 se jí nedařilo – v celkové klasifikaci Světového poháru skončila jedenáctá a desátá, což byla její nejhorší umístění od sezóny 2001/02. Na MS 2009 v Liberci skončila zcela bez medaile a jejím nejlepším individuálním umístěním bylo deváté místo ve sprintu. Následně byla kritizována, že je ve svých devětadvaceti letech příliš unavená a chybí jí motivace. Na základě těchto neúspěchů se rozhodla změnit tréninkové metody a ukončila spolupráci se svým osobním trenérem Sveinem Tore Samdalem, zaměřila se na získání lepší techniky při bruslení pomocí tréninků rovnováhy, koordinace a síly. Lékařská vyšetření potvrdila zhoršení jejího onemocnění astmatem a od června 2009 jí bylo povoleno užívání nových léků.
ZOH 2010 ve Vancouveru se jí podařilo konečně získat zlatou olympijskou medaili - ve sprintu klasicky, na stejné olympiádě pak přidala zlato ze skiatlonu a ze štafety.
Na MS 2011 v Oslo proměnila ve vítězství čtyři z pěti závodů, ve kterých startovala (sprint, skiatlon, 10 km klasicky a štafetu) a jen 2. místo v závěrečném běhu na 30 km jí zabránilo ve vyrovnání rekordu Rusky Jeleny Vjalbeové, která na MS v roce 1997 v Trondheimu vyhrála pět závodů. Od 20. března 2011 je rekordmankou v počtu vítězství ve Světovém poháru, když překonala 45 vítězství Jeleny Vjalbeové. V celé sezóně 2010/11 si ve Světovém poháru připsala 17 vítězství, čímž překonala rekord Bente Skariové z roku 2003. Do roku 2015 zvítězila v 75 individuálních závodech a čtyřikrát zvítězila i v celkovém pořadí (2004/05, 2005/06, 2011/12, 2014/15).
Na ZOH 2014 v Soči získala tři zlaté medaile a stala se tak nejúspěšnější olympioničkou v historii zimních her s celkovým ziskem 6 zlatých, 3 stříbrných a jedné bronzové medaile.
V lednu 2015 se stala celkovou vítězkou Tour de Ski. Na Mistrovství světa v klasickém lyžování 2015 ve Falunu získala dvě zlaté medaile, čímž zvýšila svůj celkový počet triumfů na šampionátu na 14 a vyrovnala historický rekord Jeleny Vjalbeové z let 1989 až 1997.
Sezónu 2015/16 vynechala kvůli těhotenství a do Světového poháru se vrátila ve finské Ruce v listopadu 2016, jedenáct měsíců po narození syna Mariuse. V úvodním sprintu byla desátá a ve druhém závodě – na 10 km klasicky – si připsala své 103. pohárové vítězství v kariéře. Rekordmankou se stala na Mistrovství světa v klasickém lyžování 2017 v Lahti, kdy získala patnáctou zlatou medaili ve skiatlonu na 2×7,5 km. Po šampionátu měla pozitivní dopingový test. Podařilo se jí prokázat, že zvýšená hladina 19-Norandrosteronu v jejím vzorku byla způsobena povoleným přípravkem Primolut-N a byla omilostněna. Na Zimních olympijských hrách 2018 v Pchjongčchangu vyhrála závod na 30 km klasickým stylem a štafetu 4×5 km, byla druhá ve skiatlonu a třetí na 10 km volným stylem a ve sprintu dvojic. Stala se tak historicky nejúspěšnější účastnicí zimních olympijských her s bilancí osmi zlatých, čtyř stříbrných a tří bronzových medailí. Je také rekordmankou Světového poháru se 114 individuálními a 30 týmovými vítězstvími.
V letech 2005 a 2018 získala Idrettsgallaen pro norskou sportovkyni roku a v roce 2014 obdržela cenu International Fair Play Mecenate Award za sportovní chování.
V roce 2020 oznámila, že se vrací k lyžování, bude se však účastnit pouze dálkových běhů. O rok později skončila druhá na Vasově běhu.

## Výsledky

### Výsledky na OH
| Rok  | Věk | 10 km | 15 km | kombinace/ skiatlon | 30 km hromadný start | sprint | 4 × 5 km štafeta | sprint dvojic |
| ---- | --- | ----- | ----- | ------------------- | -------------------- | ------ | ---------------- | ------------- |
| 2002 | 21  | —     | 50.   | —                   | 14.                  | —      | 2.               | —             |
| 2006 | 25  | 2.    | —     | DNF                 | —                    | 18.    | 5.               | 4.            |
| 2010 | 29  | 3.    | —     | 1.                  | 2.                   | 1.     | 1.               | —             |
| 2014 | 33  | 5.    | —     | 1.                  | 1.                   | 11.    | 5.               | 1.            |
| 2018 | 37  | 3.    | —     | 2.                  | 1.                   | —      | 1.               | 3.            |

### Výsledky na MS
| Rok  | Věk | 10 km | 15 km | kombinace skiatlon | 30 km hromadný start | sprint | 4 × 5 km štafeta | sprint dvojic |
| ---- | --- | ----- | ----- | ------------------ | -------------------- | ------ | ---------------- | ------------- |
| 2001 | 20  | 24.   | —     | 19.                | CNX                  | —      | —                | —             |
| 2003 | 22  | —     | 24.   | —                  | —                    | 1.     | 2.               | —             |
| 2005 | 24  | 3.    | —     | 1.                 | 2.                   | 16.    | 1.               | 1.            |
| 2007 | 26  | 22.   | —     | 12.                | 9.                   | 10.    | 3.               | 3.            |
| 2009 | 28  | 16.   | —     | 19.                | —                    | 9.     | 4.               | —             |
| 2011 | 30  | 1.    | —     | 1.                 | 2.                   | 1.     | 1.               | —             |
| 2013 | 32  | 2.    | —     | 1.                 | 1.                   | 1.     | 1.               | —             |
| 2015 | 34  | 31.   | —     | 6.                 | 2.                   | 1.     | 1.               | —             |
| 2017 | 36  | 1.    | —     | 1.                 | 1.                   | 16.    | 1.               | —             |

### Výsledky ve Světovém poháru
| Sezóna  | Věk | Sezónní výsledky  | Sezónní výsledky  | Sezónní výsledky  | Výsledky na Ski Tour | Výsledky na Ski Tour | Výsledky na Ski Tour | Výsledky na Ski Tour |
| Sezóna  | Věk | Celkově           | Distance          | Sprinty           | Nordic Opening       | Tour de Ski          | WC Final             | Ski Tour Kanada      |
| ------- | --- | ----------------- | ----------------- | ----------------- | -------------------- | -------------------- | -------------------- | -------------------- |
| 1999/00 | 20  | NC                | —                 | NC                | —                    | —                    | —                    | —                    |
| 2000/01 | 21  | 53.               | —                 | 48.               | —                    | —                    | —                    | —                    |
| 2001/02 | 22  | 32.               | —                 | 36.               | —                    | —                    | —                    | —                    |
| 2002/03 | 23  | 6.                | —                 | 1.                | —                    | —                    | —                    | —                    |
| 2003/04 | 24  | 2.                | 11.               | 1.                | —                    | —                    | —                    | —                    |
| 2004/05 | 25  | 1.                | 1.                | 1.                | —                    | —                    | —                    | —                    |
| 2005/06 | 26  | 1.                | 4.                | 1.                | —                    | —                    | —                    | —                    |
| 2006/07 | 27  | 2.                | 4.                | 6.                | —                    | 2.                   | —                    | —                    |
| 2007/08 | 28  | 11.               | 6.                | 16.               | —                    | DNF                  | 6.                   | —                    |
| 2008/09 | 29  | 10.               | 9.                | 14.               | —                    | 10.                  | 20.                  | —                    |
| 2009/10 | 30  | 2.                | 2.                | 2.                | —                    | —                    | 1.                   | —                    |
| 2010/11 | 31  | 2.                | 2.                | 4.                | 1.                   | —                    | 1.                   | —                    |
| 2011/12 | 32  | 1.                | 1.                | 3.                | 1.                   | 2.                   | 1.                   | —                    |
| 2012/13 | 33  | 4.                | 6.                | 7.                | 1.                   | —                    | 1.                   | —                    |
| 2013/14 | 34  | 2.                | 2.                | 3.                | 1.                   | DNF                  | 2.                   | —                    |
| 2014/15 | 35  | 1.                | 1.                | 1.                | 1.                   | 1.                   | —                    | —                    |
| 2015/16 | 36  | mateřská dovolená | mateřská dovolená | mateřská dovolená | mateřská dovolená    | mateřská dovolená    | mateřská dovolená    | mateřská dovolená    |
| 2016/17 | 37  | 5.                | 2.                | 15.               | 4.                   | —                    | 1.                   | —                    |
| 2017/18 | 38  | 5.                | 5.                | 26.               | 2.                   | —                    | 1.                   | —                    |

## Osobní život
Je svobodná a žije v Oslo se svým přítelem Fredem Børre Lundbergem, bývalým olympijským vítězem v severské kombinaci. 26. prosince 2015 porodila Lundbergovi syna. Od svých devatenácti let, kdy studovala na střední škole, měla v levém obočí umístěn piercing. V březnu 2019 se jí narodil druhý syn.